# Der Vamp im Schlafrock
Der Vamp im Schlafrock ist eine deutsche Filmkomödie von Berno Kürten aus dem Jahr 2001. Das Drehbuch basiert auf dem gleichnamigen Roman von Dagmar Hansen (* 1964). Gudrun Landgrebe spielt die Hauptrolle, Walter Kreye und Eleonore Weisgerber sind in tragenden Rollen besetzt.
Der rbb, der den Film anlässlich des 70. Geburtstages von Gudrun Landgrebe ausstrahlte, kündigte ihn folgendermaßen an: „Gudrun Landgrebe als Ehefrau, Mutter und erfolgreiche Autorin in einer Komödie um das alltägliche Chaos zwischen Küche, Kindern, Job und Bett.“ Das Erste empfahl den Film mit den Worten: „Die Romanverfilmung von Dagmar Hansen bezieht ihren Witz aus der Konfrontation chaotischer Alltagsszenen mit traumhaften Abstechern in die Welt der Romane, wo Liebe immer ewig und Erotik allemal knisternd ist. Gudrun Landgrebe spielt bravourös an der Seite von Walter Kreye. Mit von der Partie sind auch Nicole Heesters als Verlegerin und Eleonore Weisgerber als beste Freundin.“

## Handlung
Die Autorin historischer Liebesromane Ellen Schweizer ist glücklich mit ihrem Mann Donald verheiratet und Mutter von zwei Kindern. Donald arbeitet als Prokurist bei einer großen Firma. Dann jedoch geschieht etwas, was Ellen sehr zu denken gibt. Ellens beste Freundin Ulrike erfährt ausgerechnet an ihrem fünfzigsten Geburtstag, dass ihr Mann Gunther sie verlassen und mit seiner sehr viel jüngeren Sekretärin Kikki eine Kreuzfahrt angetreten hat, von der Ulrike glaubte, sie sei von ihrem Mann als Geburtstagsüberraschung für sie geplant. Ganz besonders demütigend ist allerdings, dass sie diese Nachricht in einem Video übermittelt bekommt, das ihr zugestellt wurde mit dem Hinweis, sie möge es doch zusammen mit ihren Geburtstagsgästen anschauen.
Ulrike ist fest entschlossen, sich an ihrem Mann zu rächen. Ellen, die ihre Freundin besucht, um sie zu trösten, erfährt von Ulrike so einiges, was ihr zu denken gibt. Sie ist sich zwar sicher, dass Donald sie nicht betrügt, lässt sich aber doch von Ulrikes Erzählungen verunsichern. Um einmal etwas Neues auszuprobieren, sorgt Ellen dafür, dass ihre Kinder am Abend nicht zu Hause sind. Sie zieht sich einen Sari an, dekoriert die Wohnung um und verstreut Rosenblätter. Was sie nicht wissen kann: Donald wurde gerade an diesem Abend von seinem Chef gebeten, japanische Geschäftspartner zu sich nach Hause einzuladen, da Japaner solche Gesten sehr schätzen würden. Als Ellen den Wagen ihres Mannes vorfahren hört, zieht sie den Sari aus und wird von den Männern nackt auf einer Ottomane liegend vorgefunden. Donald ist außer sich und findet das alles ungemein peinlich. Das Ende vom Lied ist, dass er mit seinem Bettzeug aufs Sofa verschwindet. Als Ellen Ulrike die Geschichte erzählt, amüsiert ihre Freundin sich köstlich.
Ihrer Verlegerin Martha Bosch erklärt Ellen, dass sie es einfach nicht schaffe, das Buch, an dem sie gerade arbeitet, bis zum Abgabetermin fertigzustellen. Martha, eine sehr verständnisvolle Frau, bemerkt natürlich, dass Ellen Probleme hat. Ein Gespräch mit ihr bringt Ellen ein ganzes Stück weiter und gibt ihr einen Teil ihres verlorenen Selbstvertrauens zurück. Aus dieser Stimmung heraus verabredet sie sich mit Richard, einem Kollegen ihres Mannes, der sich für sie interessiert. Richard verfolgt jedoch ganz andere Interessen, als von Ellen vermutet.  Er will ihr seinen ersten Roman vorstellen, und meint, sie glaube ja gar nicht, wie lange er darauf gewartet habe, jemanden wie sie kennenzulernen, eine Schriftstellerin. Als er anfängt, ihr aus seinem Buch vorzulesen, stürmt Ellen davon. Zuhause ergibt sich ein Gespräch zwischen ihr und ihrer Teenagertochter Hella. Hella meint, nachdem Ellen ihr gesteht, dass sie sich nicht mehr attraktiv fühle, dass sie immer noch total gut aussehe. Nachdem ihre Mutter ihr einen zweifelnden Blick zuwirft, fügt sie mit Nachdruck hinzu, sie meine das total ehrlich.
Am Abend trifft Ellen sich mit Gianni, dem Besitzer einer Boutique, den sie durch Ulrike kennengelernt hat. Sie hat am Vormittag ein besonders schönes Kleid bei ihm erstanden. Allerdings ist Ellen einem Missverständnis erlegen und hat ein Gespräch zwischen Ulrike und Gianni völlig anders gedeutet, als es gemeint war. Als sie frühmorgens beschwingt nach Hause kommt, ist Donald, der eigentlich noch auf einem Meeting in Bremen sein sollte, bereits da. Gegenseitig machen sie sich Vorwürfe. Wütend wie Donald ist, zwingt er Ellen dazu, mit ihm zu Richard zu fahren. Er ist davon überzeugt, Ellen habe ein Verhältnis mit seinem Kollegen. Sein Temperamentsausbruch beeindruckt Ellen sehr. Endlich spricht das Ehepaar wieder einmal intensiver miteinander. Egal, was vorgefallen ist, es soll nicht wieder vorkommen, darüber sind sie sich einig. Hand in Hand verlassen sie die Bank, auf der sie gesessen haben.

## Produktion, Veröffentlichung
Der Vamp im Schlafrock wurde im Jahr 2000 gedreht. Produziert wurde die Filmkomödie von der Ziegler Film GmbH & Co. KG im Auftrag und für die ARD Degeto Film (Frankfurt am Main).
Die Handlung ist durchzogen mit Szenen, die in Ellens historischen Liebesromanen vorkommen und in einem völlig anderen Umfeld spielen. Da die Männer darin Ellens Phantasie entspringen, verhalten sie sich natürlich oftmals so, wie sie es sich insgeheim auch von ihrem Mann wünscht.
Der Film wurde am 7. September 2001 zur Hauptsendezeit im Programm Das Erste im Rahmen der Reihe „Neues Deutsches Fernsehen. Lauter tolle Frauen“ erstmals ausgestrahlt. Der Kritiker Rainer Tittelbach befasste sich in der Welt mit dieser Reihe und führte aus: Diese jetzt fortgesetzte ARD-Reihe sei „eine Art Filmpool für Beziehungskrisen“ und gleichzeitig auch „Barometer für die Krise des neudeutschen ‚Frauenfilms‘“. Bereits die Frühlings-Filme hätten es gezeigt: so toll wie der Titel ‚Lauter tolle Frauen‘ verspreche, seien „die Frauen in der ARD-Reihe beileibe nicht“. […] Dabei habe vor vier Jahren mit Veronika Ferres’ Quotenrenner ‚Eine ungehorsame Frau‘ alles so gut angefangen.

## Kritik
Die Kritiker der Fernsehzeitschrift TV Spielfilm zeigten mit dem Daumen zur Seite, vergaben für Humor, Spannung und Erotik je einen von drei möglichen Punkten und kamen zu dem Ergebnis: „In ‚Die flambierte Frau‘ bewies Gudrun Landgrebe Sexappeal. Hier ist ihr weiblicher Charme alles andere als reizend.“ Fazit: „Apfel im Schlafrock schmeckt besser.“
Für das Lexikon des internationalen Films stellt sich der Film als „Komödie um Irrungen und Wirrungen in Alltag und Liebe, die von der Konfrontation zwischen Alltagswirklichkeit und der zuckersüßen Welt von Kitschromanen lebt“ dar.
Auf der Seite Filmfest München war zu lesen: „Ein charmant-witziger Seitenhieb auf die Psyche der Frau mit glänzenden Darstellern und subtilen Zwischentönen.“
In der Welt äußerte der Kritiker Rainer Tittelbach, dass „der Auftakt der Frauenfilmreihe in der ARD“ misslinge. „Die Heldin des Auftaktfilms zur neuen ‚Lauter tolle Frauen‘-Ministaffel“ sei „eine Frau von gestern“. Gudrun Landgrebe verfalle „in ‚Der Vamp im Schlafrock‘ in ein Goldkanten-Lächeln, als wolle sie das Erbe von Marianne Koch antreten“. Tittelbach sprach von einer „verstaubt anmutenden Seitensprung-Komödie“, die „vor allen denjenigen Argumente in die Hand“ gebe, „für die ‚Dame‘ von ‚dämlich‘“ komme. Es sei schwer, der ‚flambierten Frau‘ oder zumindest einer „Grande Dame mit der Lizenz zum Männermord“, jetzt dieses „Mäuschen im Klimakterium“ abzunehmen.